# پیتر برچ
پیتر برچ (انگلیسی: Peter Birch؛ ‏ ۳۱ اوت ۱۹۵۲ – ۱۳ سپتامبر ۲۰۱۷) بازیگر اهل بریتانیا بود.
از فیلم‌ها یا مجموعه‌های تلویزیونی که وی در آن‌ها نقش داشته‌است، می‌توان به تلفات، پوآرو، آریا اشاره نمود.